# 1997年のF1世界選手権

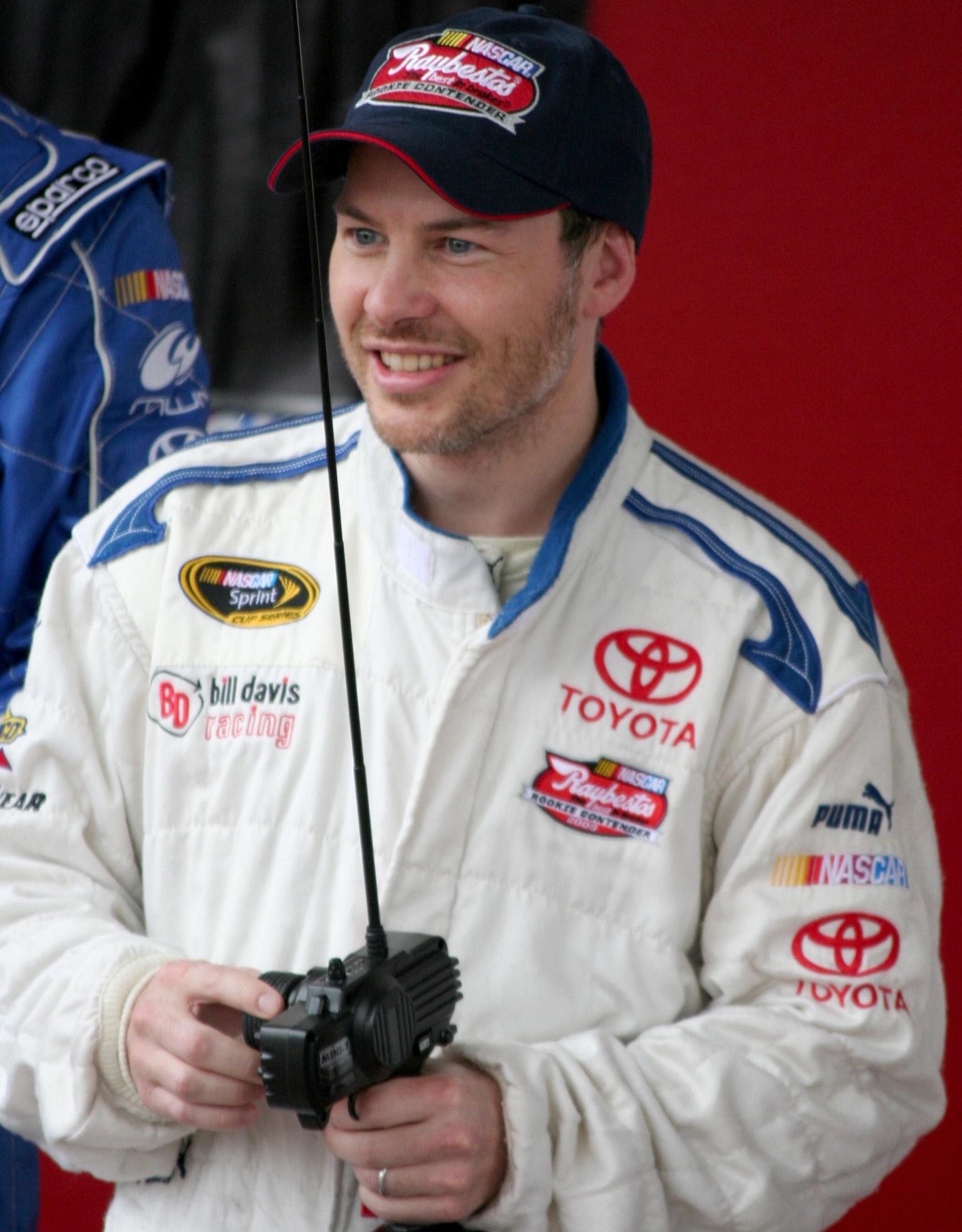
1997年のF1世界選手権においてドライバーズタイトルを獲得したジャック・ヴィルヌーヴ

1997年のF1世界選手権（1997ねんのエフワンせかいせんしゅけん）は、FIAフォーミュラ1世界選手権の第48回大会である。1997年3月9日にオーストラリアで開幕し、10月26日にスペインで開催される最終戦まで、全17戦で争われた。

## シーズン概要
ウィリアムズから参戦したジャック・ヴィルヌーヴが、フェラーリのミハエル・シューマッハとの激しい争いを制してワールドチャンピオンに戴冠したシーズンである。ワールドチャンピオン争いはシーズン最終戦までもつれ、コース上での物議を醸した接触によって決着がつき、その影響でシューマッハのシーズン成績が最終的にランキングから除外されるという事態となっている。コンストラクターズチャンピオンシップもウィリアムズとフェラーリの間で白熱した展開となり、両チームのセカンドドライバーの働きにも大きな注目が集まったシーズンでもあった。結局、コンストラクターズチャンピオンシップもウィリアムズが戴冠し、2年連続でダブルタイトルを獲得している。その一方でエンジン供給をしていたルノーは、この年限りでF1ワークス活動を終了している。ドライバーでは、ゲルハルト・ベルガーがこのシーズン限りで引退（本人は休養と宣言）し、ミカ・ハッキネンは最終戦のチャンピオン争いの裏で、F1参戦7年目にして初優勝を達成した。また、このシーズンから日本のブリヂストンがF1に参戦し、1991年シーズンを以ってピレリが撤退して以来のタイヤメーカーの競争がF1で見られるようになり、ブリヂストンタイヤユーザーのオリビエ・パニスやデイモン・ヒルが好走を見せたシーズンでもあった。

## ヴィルヌーヴ対シューマッハ

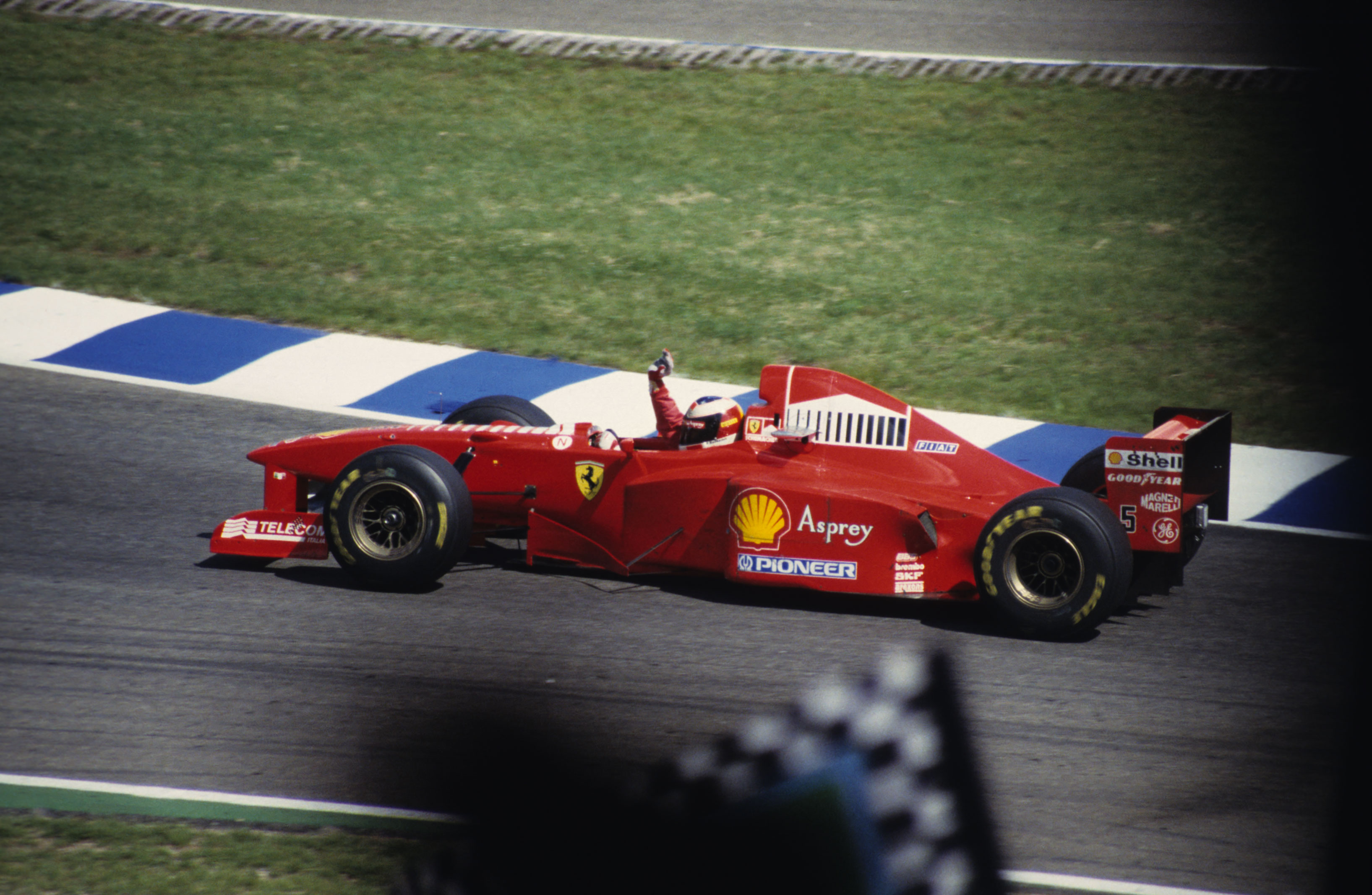
フェラーリ F310B

### 開幕から前半戦
このシーズンは開幕戦こそマクラーレンのデビッド・クルサードが制したものの、第2戦ブラジルGPからシーズン折り返しの第9戦イギリスGPまでは、ウィリアムズのヴィルヌーヴとハインツ＝ハラルド・フレンツェン、そしてフェラーリのシューマッハの3人で星を分け合う展開となっている。ヴィルヌーヴは第9戦までに4勝を記録するも、リタイアも4度喫するという成績となり、新加入のフレンツェンは第4戦サンマリノGPで初優勝を達成したものの、開幕戦ではトップ走行中にピット作業が遅れ順位を落とした後、ブレーキローターの破損でリタイア（8位完走扱い）。以降も速さの面ではヴィルヌーヴの後塵を拝すことも多く、チャンピオン争いに絡むことができなかった。結果、第9戦終了時点では、3勝も含め、完走したレースをすべて入賞していたシューマッハがポイントリーダーに立ち、ドライバーズチャンピオンシップはシューマッハ対ヴィルヌーヴという展開となった。

### 後半戦以降
シーズン後半だが、シューマッハは第12戦ベルギーGPの優勝を含め、第10戦ドイツGPから第13戦イタリアGPの4戦すべて入賞圏内で完走していたうえ、第11戦ハンガリーGP以外の3戦はヴィルヌーヴの前で先着していたため、少しずつポイント差を広げることとなり、第13戦終了時はシューマッハが1勝分(10ポイント)リードしていた。だが、第14戦オーストリアGPと第15戦ルクセンブルクGPにてヴィルヌーヴが首位争いをしていた相手側のリタイアもあってそのまま優勝。それに対し、シューマッハは第14戦は黄旗追い越し違反によるタイムペナルティの影響で6位入賞（1ポイント）で終わり、第15戦も決勝スタート直後の第1コーナーにて、ジョーダンのチームメイト同士による接触事故に巻き込まれてしまう形となってリタイアとなったことで第16戦日本GPにおいて、ヴィルヌーヴのチャンピオン決定の可能性が生まれることとなった。
そのため、ヴィルヌーヴはシューマッハより前の順位でゴールすれば、チャンピオンが決定するという条件下（優勝ならチャンピオン決定）で日本GPを迎えた。予選はヴィルヌーヴがPPを獲得し、シューマッハが2位に入り、チャンピオンを争う両者がフロントローに並ぶ結果となった。しかし、土曜日予選終了後、審判団からヴィルヌーヴの日本GPからの失格処分が発表されるという事態が起こってしまう。土曜日午前中のフリー走行にて、クラッシュした車両の撤去作業のためイエローフラッグが出されたが、イエローフラッグ中にタイムを更新した全てのドライバーにペナルティを課す決定を下した。ヴィルヌーヴには過去の違反の累積があったため、日本GPからの失格の判定が下されたのであった。ウィリアムズは国際控訴裁判所に控訴し、暫定的にヴィルヌーヴの出走が認められることになったが、この失格の裁定がヴィルヌーヴのレース戦略に大きな影響を与えることになり、決勝の方はヴィルヌーヴが5位入賞で終わったのに対し、シューマッハは決勝で逆転する形となり優勝という結果となった（詳細は1997年日本グランプリ (4輪)参照）。
第16戦に関しては、ヴィルヌーヴは最終的に失格となったため、第16戦はノーポイントということになり、最終戦のヨーロッパGPをわずか1ポイントの差で迎えることになった。チャンピオン決定の条件は同ポイントの場合、優勝回数が多いヴィルヌーヴが戴冠するという条件があった。予選前のフリープラクティスではフェラーリのアーバインがヴィルヌーヴに対してわざと頭を抑えるような走りを見せたため、降車後ヴィルヌーヴがアーバインに対して抗議に詰め寄る場面も見られた。予選は、ヴィルヌーヴ、シューマッハ、フレンツェンの3人が1000分の1秒まで同タイムで並ぶという結果となり、「予選同タイムの場合、先に記録した順のグリッドとなる」というレギュレーションにより、PPはヴィルヌーヴ、2位シューマッハ、3位フレンツェンと決まった（アロウズのデイモン・ヒルが最終計時までタイムを更新していたが、ミナルディの片山右京が最終コーナーでスピンしたのを避けたため、0.058秒差の4位に留まっている）。
決勝は2位スタートのシューマッハが1コーナーまででヴィルヌーヴをパスし、レースをリードする隊列となったものの、この日は日本GPとは逆にウィリアムズ陣営が戦略通りに持ち込む展開となっていく。まずはチームオーダーにて3位に落ちていたヴィルヌーヴを2位のフレンツェンの前に出させると、シューマッハとヴィルヌーヴの1回目のピットストップにてフレンツェンがトップに躍り出てレースをコントロール。先頭でフレンツェンがペースを抑えたことによって、遅れていたヴィルヌーヴがシューマッハの背後に追いつく展開となる。
レースが進み2回目のピットインが終わってみると、シューマッハはピット作業が速やかに終わったことでややリードを広げることができたものの、タイヤのグリップが悪く伸び悩み、ヴィルヌーヴが再びシューマッハの背後に迫ることに成功した。そうした展開の48周目のバックストレートにて、ヴィルヌーヴがシューマッハのスリップストリームからインに飛び込み追い抜きをかけたものの、シューマッハはアウト側からマシンを被せ、両者は接触。この接触によりシューマッハはコース外のサンドトラップに外れるとタイヤが空回りする状態となってしまいコースへ復帰できず、この場でリタイアが確定することになってしまった。シューマッハのリタイアによりヴィルヌーヴは6位以上でゴールをすればチャンピオン戴冠となる条件下となり、有利な状況となったヴィルヌーヴはマシンの接触によるダメージとタイヤに発生したブリスターの影響も考慮し、慎重にレースを展開。最終周回にて猛追してきたマクラーレンのハッキネンとクルサードに前を譲り、3位にてフィニッシュして逆転にてチャンピオンを確定させ、F1参戦2年目にして栄光を掴んでいる。
シーズン終了後、最終戦の48周目の両者の接触について、シューマッハが故意に接触したのではないかという論争が巻き起こり、FIAでも調査が行われた。その結果、シューマッハの行為に対してFIA側は「未必の故意」があったと裁定し「ドライバーズランキングからの除外」という厳罰が下されている（シューマッハの通算個人成績やコンストラクターズポイントはそのまま有効とした）。

## ブリヂストンタイヤ参戦
この年から日本のタイヤメーカー・ブリヂストンが参入し、1991年シーズン一杯でピレリが撤退して以来のタイヤメーカーの競争がF1で見られることとなった。トップチームは従来通りのグッドイヤーと契約したものの、5チーム（プロスト・スチュワート・グランプリ・ミナルディ・アロウズ・マスターカードローラ）に供給することとなった。両社のタイヤは路面温度上昇時において、顕著な差を見ることができた。グッドイヤーは高温時にブリスターが起きやすかった傾向があったのに対し、ブリヂストンのタイヤは高温時においても耐久性において優位性を示すことに成功している。
ブリヂストンタイヤユーザーでは、プロスト・グランプリのオリビエ・パニスが第2戦ブラジルGPから3戦連続で予選5位以内を確保し、決勝でもブラジルGPで3位、スペインGPでは2位と第6戦までに2度表彰台に立つなど活躍。また、アロウズのデイモン・ヒルは、開幕戦からしばらくの間、マシン開発が失敗していた影響で苦戦を強いられていたが、第11戦ハンガリーGPの頃にはマシンの改良も成功し、同GPで予選3位を獲得。炎天下となった決勝では、早々にタイヤにブリスターができたトップのシューマッハ（フェラーリ）を11周目にかわして首位に立つとそのまま独走。アロウズチームとヤマハエンジン、そしてブリヂストンタイヤとしてのF1初優勝の瞬間が訪れるものと思われたが、油圧系のトラブルに見舞われ最後はギアも3速から動かず、最終周にてヴィルヌーヴに追い抜かれてしまい2位に留まっている。ブリヂストンのF1プロジェクトリーダーを担当した浜島裕英は、「タイヤによって下剋上を起こせることを証明した反面、パワーサーキットではしっかりしたマシンで無いと絶対に勝てない」「ハンガロリンクみたいなサーキットでは勝てたかも知れないが、チャンピオンを獲るにはトップチームと組む必要を痛感させられた」「ハンガロリンクでは勝ってはいけなかった、F1の世界は甘くはないと教えられた（同時にヤマハ側にとっては結果的に勝利へのラストチャンスになったレースでもあった、とコメント）」と当時を振り返っている。

## シルバー・アローの登場
マクラーレンは長年のメインスポンサーだったマールボロがスポンサードをフェラーリに1本化した事に伴い、新たにウエストと契約。マールボロの赤白のカラーリングから往年のメルセデス・ベンツの代名詞「シルバー・アロー」を思わせる銀色のカラーリングへ衣替えをした。そのマクラーレンだが、クルサードが開幕戦でチームとしては3年ぶり、メルセデスエンジンとしては42年ぶりとなる勝利を達成。また、ハッキネンのほうはF1参戦7年目にして、前述の通り、最終戦のヨーロッパGPにて自身初優勝を達成(1991年日本GP以来のワンツーフィニッシュでもあった）の他に、シーズン終盤の第15戦ルクセンブルクGPではハッキネンがキャリア初のPPを獲得し、こちらもチームとしては3年ぶりのPP獲得を果たしている。その一方で、メルセデスエンジンはパワーこそあったものの、やや信頼性に欠けた部分があり、ハッキネンが首位を快走していた3つのGPにてエンジントラブルによるリタイアとなって勝利を逃している。

## ワールドチャンピオン2人によるチーム設立
アラン・プロストとジャッキー・スチュワートが今シーズンからチームを率いて参戦。プロストは前年のシーズンオフにリジェを買収し、スタッフを引き継ぎプロスト・グランプリとして参戦。エンジンは前年に引き続き無限ホンダエンジンで戦い、ドライバーは参戦4年目を迎えたオリビエ・パニスと無限の後押しにて日本人の中野信治がデビューをしている。パニスは第6戦までの間、前述の活躍をしていたが、第7戦カナダGPにて大クラッシュを喫してしまい両脚骨折の重傷を負ってしまう。シーズン中の復帰は果たすものの、負傷によって第8戦フランスGPから第14戦オーストリアGPまで長期欠場を余儀なくされた。このパニスの欠場によって、急遽ピンチヒッターとしてミナルディから新人のヤルノ・トゥルーリを借り受けている。トゥルーリは第10戦ドイツGPにて4位に入り初入賞を達成すると、予選3位からスタートした第14戦オーストリアGPでは最終的には自らもエンジンブローにてリタイアとなってしまうが、トップのハッキネンが1周目に早々とエンジンブローしたこともあって1回目のピットストップまでトップを快走する活躍を見せた。
スチュワートは、参戦中のチームの買収ではなく、新規参戦としてチームの体制を整えて参戦した。ドライバーはルーベンス・バリチェロと前年までマクラーレンのテストドライバーを務めていたヤン・マグヌッセンを起用。スチュワートは現役時代から繋がりを持つフォードの全面的な支援を引き出すことに成功し、資金面でも香港上海銀行（HSBC）やテキサコなど大口のスポンサーを得て、フォードのワークス・チームとして参戦。バリチェロがウェットコンディションとなったモナコGPにて2位に入り、チームに初入賞と初表彰台がもたらされた。また、バリチェロはカナダGPで予選3番手、アルゼンチンGPとオーストリアGPではともに予選5番手と、予選で度々上位に顔を出したものの、この年のマシンスチュワート・SF-1は信頼性が著しく低いという課題があり、マグヌッセンは完走5回、バリチェロに至っては完走わずか3回のみというシーズンとなっている。

## 日本人ドライバー概要

### 片山右京
前年シーズン終盤に所属していたティレルがヤマハとのジョイントを解消することが確定的になると、片山右京の去就にも注目が集まることとなった。ティレルからは残留のオファーももらってはいたものの、ミカ・サロをエースとするチームの待遇に不満もあり、移籍することが濃厚となった。ヤマハの供給先がアロウズに決定したこともあり、片山の移籍先もアロウズが有力と日本のマスコミでは報道もされたが、アロウズの代表になったトム・ウォーキンショーが「日本人ドライバーを起用することはない」と、早々に明言。本人の「人間片山右京が終わるわけではない」との発言もあり、移籍か引退かの報道が過熱することになってしまった。片山の元にはザウバーからの移籍のオファーが舞い込み交渉を持ったものの、やはりセカンドドライバーでの待遇に合意には至らず、結局フラビオ・ブリアトーレがオーナーを務めるミナルディからエースドライバーとしてのオファーを受け、移籍を決めている。
ミナルディのM197はV10エンジンが主流の時代にあって、非力なハートV8エンジンを搭載しており、マシンの性能的に苦戦が予想されたシーズンを迎えた。開幕戦こそ前年と遜色ない予選15番グリッドを獲得したものの、結果としては予選順位はこの開幕戦の15位がシーズン最高順位となっている。決勝においても同じV8エンジンユーザーである古巣のティレルとのテールエンダー争いに終始しており、F1時代最多のシーズン8戦にて完走したが、最高位も10位(モナコ、ハンガリー)とシングル順位すら達成することができず、ミナルディはフル参戦したチームの中で唯一のノーポイントで終わっている。チームからは高く評価され翌年のオファーももらっていたものの、日本GPにおいて自らの意志として引退することを発表し、6年間のF1ドライバー生活にピリオドを打つ決断を下している。

### 中野信治
この年から日本人5人目のF1フル参戦ドライバーとして中野信治がデビューした。前年終盤に無限がエンジンを供給していたリジェのマシンでテスト走行を行い、監督のチェザーレ・フィオリオとの英語での面談を経て契約に至っている。日本人ドライバーとしては、中嶋悟以来の恵まれた体制でのデビューともいわれ、大いに期待された。しかし、シーズンオフにチームがアラン・プロストに買収されたことによって、中野の待遇にも変化が表れてしまうことになる。開幕前にはオールフレンチ体制を目指す方針となり、翌シーズンからプジョーエンジンの供給を受けることも決定すると、無限の推薦にてシートを得ていた中野の待遇は完全なるセカンドドライバーとしてのものとなってしまい、マシンのセッティングにも自らの意思を反映させることができなかったと言われている。また、カナダGPで6位初入賞を達成したものの、チームメイトであるオリビエ・パニスがクラッシュにて負傷したことによる赤旗レース打ち切りでの入賞だったため、不運な初入賞となってしまった。その後、パニスの欠場の代役として加入したヤルノ・トゥルーリが中野以上の評価を得るに至る活躍もあって、パニスの戦列復帰に伴いシーズン途中にてシートを失う危機にも遭遇してしまっている。無限の後押しもあってシーズン途中でのシート喪失という最大の危機は免れたものの、シーズンを通して2回の入賞を達成したが、厳しい状況下での参戦となってしまった。結局中野のプロストからの参戦はこの年のみとなり、翌年は紆余曲折を経て片山右京が引退して空席となったミナルディのシートをかろうじて得ることに成功し、参戦することになった。

## トピック
- ルノーエンジンがこの年限りでワークス供給活動を終了。ルクセンブルクGPでは前年のフランスGP以来となるルノー勢1〜4位独占（ヴィルヌーヴ-アレジ-フレンツェン-ベルガー）を達成。1990年代の最強エンジンはメカクロームに引き継がれ、「スーパーテック」「プレイライフ」のバッジネームを付けて販売されることになる。
- 中嶋悟（中嶋企画）が古巣ティレルにスポーティングディレクターとして加入。併せて高木虎之介がテストドライバーに採用され、翌年からのF1参戦に向けてコースを習熟するためポルシェカップに参戦をしている。高木は翌年ティレルからF1デビューをすることとなる。
- ベネトンは、ロリー・バーンとロス・ブラウンといったスタッフの流出があるなか、ドライバーは前年に引き続きジャン・アレジとゲルハルト・ベルガーのコンビが継続。ベルガーは慢性蓄膿症の手術のため第7戦カナダGPから第9戦イギリスGPを欠場(テストドライバーであったアレクサンダー・ヴルツが代役にて出走し、イギリスGPにて3位表彰台に入選した）したものの、復帰した第10戦ドイツGPにてPPを取ると、決勝でもFL(ファステストラップ）をマークし、ジョーダンのジャンカルロ・フィジケラとの争いを制してフェラーリ時代の1994年シーズン以来の優勝をハットトリック(PP、FL、優勝）にて達成し、チームに2年ぶりの優勝をもたらしている。また、アレジも第13戦イタリアGPにて自身2年ぶりのPPを獲得すると、シーズンを通しては4度の2位表彰台を記録する活躍を見せた。
- ティレルはシーズン途中からマシンに奇抜な「Xウイング」を装着。翌シーズンから他チームも同様もウイングを装備し始めるが、安全性の問題からそのシーズン途中で禁止となった。
- ミハエル・シューマッハの弟でフォーミュラ・ニッポン初代王者のラルフ・シューマッハ、ヤルノ・トゥルーリ、アレクサンダー・ヴルツがデビュー。ラルフは3戦目で3位表彰台に立ち兄に祝福された。片山、ベルガーの他に、ニコラ・ラリーニ、ジャンニ・モルビデリもこの年限りでF1から引退した。
- コンコルド協定更改を巡りFOAの分配金制度にマクラーレン、ティレル、ウィリアムズが反発。難航の末、翌年には2007年まで10年間の新協定が成立した。
- 名門コンストラクターローラがマスターカードローラとして自社参戦果たすも開幕戦では2台とも予選落ちし、資金難にて第2戦直前には早々に撤退をしてしまった。

## 開催地及び勝者
| ラウンド | レース                   | 開催日   | 開催地                 | ポールポジション                 | ファステストラップ               | 優勝者                           | コンストラクター        | レポート |
| -------- | ------------------------ | -------- | ---------------------- | -------------------------------- | -------------------------------- | -------------------------------- | ----------------------- | -------- |
| 1        | オーストラリアグランプリ | 3月9日   | メルボルン             | ジャック・ヴィルヌーヴ           | ハインツ＝ハラルド・フレンツェン | デビッド・クルサード             | マクラーレン-メルセデス | 詳細     |
| 2        | ブラジルグランプリ       | 3月30日  | インテルラゴス         | ジャック・ヴィルヌーヴ           | ジャック・ヴィルヌーヴ           | ジャック・ヴィルヌーヴ           | ウィリアムズ-ルノー     | 詳細     |
| 3        | アルゼンチングランプリ   | 4月13日  | ブエノスアイレス       | ジャック・ヴィルヌーヴ           | ゲルハルト・ベルガー             | ジャック・ヴィルヌーヴ           | ウィリアムズ-ルノー     | 詳細     |
| 4        | サンマリノグランプリ     | 4月27日  | イモラ                 | ジャック・ヴィルヌーヴ           | ハインツ＝ハラルド・フレンツェン | ハインツ＝ハラルド・フレンツェン | ウィリアムズ-ルノー     | 詳細     |
| 5        | モナコグランプリ         | 5月11日  | モナコ                 | ハインツ＝ハラルド・フレンツェン | ミハエル・シューマッハ           | ミハエル・シューマッハ           | フェラーリ              | 詳細     |
| 6        | スペイングランプリ       | 5月25日  | バルセロナ             | ジャック・ヴィルヌーヴ           | ジャンカルロ・フィジケラ         | ジャック・ヴィルヌーヴ           | ウィリアムズ-ルノー     | 詳細     |
| 7        | カナダグランプリ         | 6月15日  | モントリオール         | ミハエル・シューマッハ           | デビッド・クルサード             | ミハエル・シューマッハ           | フェラーリ              | 詳細     |
| 8        | フランスグランプリ       | 6月29日  | マニクール             | ミハエル・シューマッハ           | ミハエル・シューマッハ           | ミハエル・シューマッハ           | フェラーリ              | 詳細     |
| 9        | イギリスグランプリ       | 7月13日  | シルバーストン         | ジャック・ヴィルヌーヴ           | ミハエル・シューマッハ           | ジャック・ヴィルヌーヴ           | ウィリアムズ-ルノー     | 詳細     |
| 10       | ドイツグランプリ         | 7月27日  | ホッケンハイムリンク   | ゲルハルト・ベルガー             | ゲルハルト・ベルガー             | ゲルハルト・ベルガー             | ベネトン-ルノー         | 詳細     |
| 11       | ハンガリーグランプリ     | 8月10日  | ハンガロリンク         | ミハエル・シューマッハ           | ハインツ＝ハラルド・フレンツェン | ジャック・ヴィルヌーヴ           | ウィリアムズ-ルノー     | 詳細     |
| 12       | ベルギーグランプリ       | 8月24日  | スパ・フランコルシャン | ジャック・ヴィルヌーヴ           | ジャック・ヴィルヌーヴ           | ミハエル・シューマッハ           | フェラーリ              | 詳細     |
| 13       | イタリアグランプリ       | 9月7日   | モンツァ               | ジャン・アレジ                   | ミカ・ハッキネン                 | デビッド・クルサード             | マクラーレン-メルセデス | 詳細     |
| 14       | オーストリアグランプリ   | 9月21日  | A1リンク               | ジャック・ヴィルヌーヴ           | ジャック・ヴィルヌーヴ           | ジャック・ヴィルヌーヴ           | ウィリアムズ-ルノー     | 詳細     |
| 15       | ルクセンブルクグランプリ | 9月28日  | ニュルブルクリンク     | ミカ・ハッキネン                 | ハインツ＝ハラルド・フレンツェン | ジャック・ヴィルヌーヴ           | ウィリアムズ-ルノー     | 詳細     |
| 16       | 日本グランプリ           | 10月12日 | 鈴鹿                   | ジャック・ヴィルヌーヴ           | ハインツ＝ハラルド・フレンツェン | ミハエル・シューマッハ           | フェラーリ              | 詳細     |
| 17       | ヨーロッパグランプリ     | 10月26日 | ヘレス                 | ジャック・ヴィルヌーヴ           | ハインツ＝ハラルド・フレンツェン | ミカ・ハッキネン                 | マクラーレン-メルセデス | 詳細     |

### 備考
1988年以降グランプリから遠ざかっていたオーストリアグランプリが今年度よりA1リンクで新たに開催され、エストリルで開催されていたポルトガルグランプリが開催されないこととなった。
また、この年ヨーロッパグランプリがヘレスで行われたのに伴い、ニュルブルクリンクでのレースは、ルクセンブルクグランプリと名称を変えることとなった。1999年以降は、名を再びヨーロッパグランプリに戻している。

## エントリーリスト
| エントラント                             | コンストラクター | シャーシ | エンジン                                             | タイヤ | ドライバー                                                                                        |
| ---------------------------------------- | ---------------- | -------- | ---------------------------------------------------- | ------ | ------------------------------------------------------------------------------------------------- |
| ダンカ・アロウズ・ヤマハ                 | アロウズ         | A18      | ヤマハOX11A（V10）                                   | B      | 1.デイモン・ヒル 2.ペドロ・ディニス                                                               |
| ロスマンズ・ウィリアムズ・ルノー         | ウィリアムズ     | FW19     | ルノーRS9,RS9B（V10）                                | G      | 3.ジャック・ヴィルヌーヴ 4.ハインツ＝ハラルド・フレンツェン                                       |
| スクーデリア・フェラーリ・マールボロ     | フェラーリ       | F310B    | フェラーリTipo046/1B(V10) フェラーリTipo046/2（V10） | G      | 5.ミハエル・シューマッハ 6.エディ・アーバイン                                                     |
| マイルドセブン・ベネトン・ルノー         | ベネトン         | B197     | ルノーRS9,RS9B（V10）                                | G      | 7.ジャン・アレジ 8.ゲルハルト・ベルガー (8.)アレクサンダー・ヴルツ                                |
| ウエスト・マクラーレン・メルセデス       | マクラーレン     | MP4-12   | メルセデスFO110E(V10) メルセデスFO110F（V10）        | G      | 9.ミカ・ハッキネン 10.デビッド・クルサード                                                        |
| ベンソン＆ヘッジス・ジョーダン・プジョー | ジョーダン       | 197      | プジョーA14EV5（V10）                                | G      | 11ラルフ・シューマッハ 12.ジャンカルロ・フィジケラ                                                |
| プロスト・ゴロワーズ・ブロンド           | プロスト         | JS45     | 無限MF301HB（V10）                                   | B      | 14.オリビエ・パニス (14.)ヤルノ・トゥルーリ 15.中野信治                                           |
| レッドブル・ザウバー・ペトロナス         | ザウバー         | C16      | ペトロナスSPE-01（V10）                              | G      | 16.ジョニー・ハーバート 17.ニコラ・ラリーニ (17.)ジャンニ・モルビデリ (17.)ノルベルト・フォンタナ |
| ティレル・レーシングオーガニゼーション   | ティレル         | 025      | フォードED5（V8）                                    | G      | 18.ヨス・フェルスタッペン 19.ミカ・サロ                                                           |
| ミナルディチーム                         | ミナルディ       | M197     | ハート830AV7（V8）                                   | B      | 20.片山右京 20.ヤルノ・トゥルーリ (21.)タルソ・マルケス                                           |
| スチュワート・グランプリ                 | スチュワート     | SF-1     | フォードZETEC-R（V10）                               | B      | 22.ルーベンス・バリチェロ 23.ヤン・マグヌッセン                                                   |
| マスターカード・ローラF1チーム           | ローラ           | T97/30   | フォードZETEC-R（V8）                                | B      | 24.ヴィンセンツォ・ソスピリ 25.リカルド・ロセット                                                 |

### ドライバー変更
- アレクサンダー・ヴルツ - 第7戦カナダGPから第9戦イギリスGPまでベルガーの代役として出走
- ヤルノ・トゥルーリ - 第8戦フランスGPから第14戦オーストリアGPまでパニスの代役として出走
- ジャンニ・モルビデリ - 第6戦スペインGPから第7戦カナダGPまでラリーニの、第11戦ハンガリーGPから第16戦日本GPまでフォンタナの代役として出走
- ノルベルト・フォンタナ - 第8戦フランスGPから第10戦ドイツGPまで及び最17戦ヨーロッパGPでモルビデッリの代役として出走
- タルソ・マルケス - 第8戦フランスGPからトゥルーリの代役として出走

## 1997年のドライバーズランキング
| 順位 | ドライバー                       | AUS | BRA | ARG | SMR | MON | ESP | CAN | FRA | GBR | GER | HUN | BEL | ITA | AUT | LUX | JPN | EUR | ポイント |
| ---- | -------------------------------- | --- | --- | --- | --- | --- | --- | --- | --- | --- | --- | --- | --- | --- | --- | --- | --- | --- | -------- |
| 1    | ジャック・ヴィルヌーヴ           | Ret | 1   | 1   | Ret | Ret | 1   | Ret | 4   | 1   | Ret | 1   | 5   | 5   | 1   | 1   | DSQ | 3   | 81       |
| DSQ  | ミハエル・シューマッハ ‡         | 2   | 5   | Ret | 2   | 1   | 4   | 1   | 1   | Ret | 2   | 4   | 1   | 6   | 6   | Ret | 1   | Ret | 78       |
| 2    | ハインツ＝ハラルド・フレンツェン | 8†  | 9   | Ret | 1   | Ret | 8   | 4   | 2   | Ret | Ret | Ret | 3   | 3   | 3   | 3   | 2   | 6   | 42       |
| 3    | デビッド・クルサード             | 1   | 10  | Ret | Ret | Ret | 6   | 7   | 7†  | 4   | Ret | Ret | Ret | 1   | 2   | Ret | 10† | 2   | 36       |
| 4    | ジャン・アレジ                   | Ret | 6   | 7   | 5   | Ret | 3   | 2   | 5   | 2   | 6   | 11  | 8   | 2   | Ret | 2   | 5   | 13  | 36       |
| 5    | ゲルハルト・ベルガー             | 4   | 2   | 6   | Ret | 9   | 10  |     |     |     | 1   | 8   | 6   | 7   | 10  | 4   | 8   | 4   | 27       |
| 6    | ミカ・ハッキネン                 | 3   | 4   | 5   | 6   | Ret | 7   | Ret | Ret | Ret | 3   | Ret | DSQ | 9   | Ret | Ret | 4   | 1   | 27       |
| 7    | エディ・アーバイン               | Ret | 16† | 2   | 3   | 3   | 12  | Ret | 3   | Ret | Ret | 9†  | 10  | 8   | Ret | Ret | 3   | 5   | 24       |
| 8    | ジャンカルロ・フィジケラ         | Ret | 8   | Ret | 4   | 6   | 9   | 3   | 9   | 7   | 11  | Ret | 2   | 4   | 4   | Ret | 7   | 11  | 20       |
| 9    | オリビエ・パニス                 | 5   | 3   | Ret | 8   | 4   | 2   | 11† |     |     |     |     |     |     |     | 6   | Ret | 7   | 16       |
| 10   | ジョニー・ハーバート             | Ret | 7   | 4   | Ret | Ret | 5   | 5   | 8   | Ret | Ret | 3   | 4   | Ret | 8   | 7   | 6   | 8   | 15       |
| 11   | ラルフ・シューマッハ             | Ret | Ret | 3   | Ret | Ret | Ret | Ret | 6   | 5   | 5   | 5   | Ret | Ret | 5   | Ret | 9   | Ret | 13       |
| 12   | デイモン・ヒル                   | DNS | 17† | Ret | Ret | Ret | Ret | 9   | 12  | 6   | 8   | 2   | 13  | Ret | 7   | 8   | 11  | Ret | 7        |
| 13   | ルーベンス・バリチェロ           | Ret | Ret | Ret | Ret | 2   | Ret | Ret | Ret | Ret | Ret | Ret | Ret | 13  | 14† | Ret | Ret | Ret | 6        |
| 14   | アレクサンダー・ヴルツ           |     |     |     |     |     |     | Ret | Ret | 3   |     |     |     |     |     |     |     |     | 4        |
| 15   | ヤルノ・トゥルーリ               | 9   | 12  | 9   | Ret | Ret | 15  | Ret | 10  | 8   | 4   | 7   | 15  | 10  | Ret |     |     |     | 3        |
| 16   | ペドロ・ディニス                 | 10  | Ret | Ret | Ret | Ret | Ret | 8   | Ret | Ret | Ret | Ret | 7   | Ret | 13  | 5   | 12  | Ret | 2        |
| 17   | ミカ・サロ                       | Ret | 13  | 8   | 9   | 5   | Ret | Ret | Ret | Ret | Ret | 13  | 11  | Ret | Ret | 10  | Ret | 12  | 2        |
| 18   | 中野信治                         | 7   | 14  | Ret | Ret | Ret | Ret | 6   | Ret | 11† | 7   | 6   | Ret | 11  | Ret | Ret | Ret | 10  | 2        |
| 19   | ニコラ・ラリーニ                 | 6   | 11  | Ret | 7   | Ret |     |     |     |     |     |     |     |     |     |     |     |     | 1        |
| -    | ヤン・マグヌッセン               | Ret | DNS | 10† | Ret | 7   | 13  | Ret | Ret | Ret | Ret | Ret | 12  | Ret | Ret | Ret | Ret | 9   | 0        |
| -    | ヨス・フェルスタッペン           | Ret | 15  | Ret | 10  | 8   | 11  | Ret | Ret | Ret | 10  | Ret | Ret | Ret | 12  | Ret | 13  | 16  | 0        |
| -    | ジャンニ・モルビデリ             |     |     |     |     |     | 14  | 10  |     |     |     | Ret | 9   | 12  | 9   | 9   | DNS |     | 0        |
| -    | ノルベルト・フォンタナ           |     |     |     |     |     |     |     | Ret | 9   | 9   |     |     |     |     |     |     | 14  | 0        |
| -    | 片山右京                         | Ret | 18  | Ret | 11  | 10  | Ret | Ret | 11  | Ret | Ret | 10  | 14  | Ret | 11  | Ret | Ret | 17  | 0        |
| -    | タルソ・マルケス                 |     |     |     |     |     |     |     | Ret | 10  | Ret | 12  | Ret | 14  | EX  | Ret | Ret | 15  | 0        |
| -    | リカルド・ロセット               | DNQ | DNA |     |     |     |     |     |     |     |     |     |     |     |     |     |     |     | 0        |
| -    | ヴィンセンツォ・ソスピリ         | DNQ | DNA |     |     |     |     |     |     |     |     |     |     |     |     |     |     |     | 0        |
| 順位 | ドライバー                       | AUS | BRA | ARG | SMR | MON | ESP | CAN | FRA | GBR | GER | HUN | BEL | ITA | AUT | LUX | JPN | EUR | ポイント |

| 色   | 結果                                    |
| ---- | --------------------------------------- |
| 金色 | 勝者                                    |
| 銀色 | 2位                                     |
| 銅色 | 3位                                     |
| 緑   | ポイント獲得                            |
| 青   | 完走                                    |
| 青   | † 完走扱い（全周回数の90%以上走行）     |
| 青   | 規定周回数不足（NC）                    |
| 紫   | リタイア（Ret）                         |
| 赤   | 予選不通過（DNQ）                       |
| 赤   | 予備予選不通過（DNPQ）                  |
| 黒   | 失格（DSQ）                             |
| 白   | スタートせず（DNS）                     |
| 白   | レース中止（C）                         |
| 水色 | プラクティスのみ（PO）                  |
| 水色 | 金曜日テストドライバー（TD） 2003年以降 |
| 空欄 | プラクティス出走せず（DNP）             |
| 空欄 | 除外 (EX)                               |
| 空欄 | 到着せず (DNA)                          |
| 空欄 | 欠場 (WD)                               |

† リタイアしたがレース距離の90％以上を走行していたため完走扱い

‡ ミハエル・シューマッハは、ヨーロッパグランプリでのジャック・ヴィルヌーヴとの接触を「危険行為を行った」とみなされ、1997年のランキングから除外された（戦績・獲得ポイントは除く）。

## 1997年のコンストラクターズランキング
| 順位 | コンストラクター        | 車番 | AUS | BRA | ARG | SMR | MON | ESP | CAN | FRA | GBR | GER | HUN | BEL | ITA | AUT | LUX | JPN | EUR | ポイント |
| ---- | ----------------------- | ---- | --- | --- | --- | --- | --- | --- | --- | --- | --- | --- | --- | --- | --- | --- | --- | --- | --- | -------- |
| 1    | ウィリアムズ-ルノー     | 3    | Ret | 1   | 1   | Ret | Ret | 1   | Ret | 4   | 1   | Ret | 1   | 5   | 5   | 1   | 1   | DSQ | 3   | 123      |
| 1    | ウィリアムズ-ルノー     | 4    | 8   | 9   | Ret | 1   | Ret | 8   | 4   | 2   | Ret | Ret | Ret | 3   | 3   | 3   | 3   | 2   | 6   | 123      |
| 2    | フェラーリ              | 5    | 2   | 5   | Ret | 2   | 1   | 4   | 1   | 1   | Ret | 2   | 4   | 1   | 6   | 6   | Ret | 1   | Ret | 102      |
| 2    | フェラーリ              | 6    | Ret | 16  | 2   | 3   | 3   | 12  | Ret | 3   | Ret | Ret | 9   | 10  | 8   | Ret | Ret | 3   | 5   | 102      |
| 3    | ベネトン-ルノー         | 7    | Ret | 6   | 7   | 5   | Ret | 3   | 2   | 5   | 2   | 6   | 11  | 8   | 2   | Ret | 2   | 5   | 13  | 67       |
| 3    | ベネトン-ルノー         | 8    | 4   | 2   | 6   | Ret | 9   | 10  | Ret | Ret | 3   | 1   | 8   | 6   | 7   | 10  | 4   | 8   | 4   | 67       |
| 4    | マクラーレン-メルセデス | 9    | 3   | 4   | 5   | 6   | Ret | 7   | Ret | Ret | Ret | 3   | Ret | DSQ | 9   | Ret | Ret | 4   | 1   | 63       |
| 4    | マクラーレン-メルセデス | 10   | 1   | 10  | Ret | Ret | Ret | 6   | 7   | 7   | 4   | Ret | Ret | Ret | 1   | 2   | Ret | 10  | 2   | 63       |
| 5    | ジョーダン-プジョー     | 11   | Ret | 8   | Ret | 4   | 6   | 9   | 3   | 9   | 7   | 11  | Ret | 2   | 4   | 4   | Ret | 7   | 11  | 33       |
| 5    | ジョーダン-プジョー     | 12   | Ret | Ret | 3   | Ret | Ret | Ret | Ret | 6   | 5   | 5   | 5   | Ret | Ret | 5   | Ret | 9   | Ret | 33       |
| 6    | プロスト-無限ホンダ     | 14   | 5   | 3   | Ret | 8   | 4   | 2   | 11  | 10  | 8   | 4   | 7   | 15  | 10  | Ret | 6   | Ret | 7   | 21       |
| 6    | プロスト-無限ホンダ     | 15   | 7   | 14  | Ret | Ret | Ret | Ret | 6   | Ret | 11  | 7   | 6   | Ret | 11  | Ret | Ret | Ret | 10  | 21       |
| 7    | ザウバー-ペトロナス     | 16   | Ret | 7   | 4   | Ret | Ret | 5   | 5   | 8   | Ret | Ret | 3   | 4   | Ret | 8   | 7   | 6   | 8   | 16       |
| 7    | ザウバー-ペトロナス     | 17   | 6   | 11  | Ret | 7   | Ret | 14  | 10  | Ret | 9   | 9   | Ret | 9   | 12  | 9   | 9   | DNS | 14  | 16       |
| 8    | アロウズ-ヤマハ         | 1    | DNS | 17  | Ret | Ret | Ret | Ret | 9   | 12  | 6   | 8   | 2   | 13  | Ret | 7   | 8   | 11  | Ret | 9        |
| 8    | アロウズ-ヤマハ         | 2    | 10  | Ret | Ret | Ret | Ret | Ret | 8   | Ret | Ret | Ret | Ret | 7   | Ret | 13  | 5   | 12  | Ret | 9        |
| 9    | スチュワート-フォード   | 22   | Ret | Ret | Ret | Ret | 2   | Ret | Ret | Ret | Ret | Ret | Ret | Ret | 13  | 14  | Ret | Ret | Ret | 6        |
| 9    | スチュワート-フォード   | 23   | Ret | DNS | 10  | Ret | 7   | 13  | Ret | Ret | Ret | Ret | Ret | 12  | Ret | Ret | Ret | Ret | 9   | 6        |
| 10   | ティレル-フォード       | 18   | Ret | 15  | Ret | 10  | 8   | 11  | Ret | Ret | Ret | 10  | Ret | Ret | Ret | 12  | Ret | 13  | 16  | 2        |
| 10   | ティレル-フォード       | 19   | Ret | 13  | 8   | 9   | 5   | Ret | Ret | Ret | Ret | Ret | 13  | 11  | Ret | Ret | 10  | Ret | 12  | 2        |
| -    | ミナルディ-ハート       | 20   | Ret | 18  | Ret | 11  | 10  | Ret | Ret | 11  | Ret | Ret | 10  | 14  | Ret | 11  | Ret | Ret | 17  | 0        |
| -    | ミナルディ-ハート       | 21   | 9   | 12  | 9   | Ret | Ret | 15  | Ret | Ret | 10  | Ret | 12  | Ret | 14  | EX  | Ret | Ret | 15  | 0        |
| -    | ローラ-フォード         | 24   | DNQ | DNA |     |     |     |     |     |     |     |     |     |     |     |     |     |     |     | 0        |
| -    | ローラ-フォード         | 25   | DNQ | DNA |     |     |     |     |     |     |     |     |     |     |     |     |     |     |     | 0        |
| 順位 | コンストラクター        | 車番 | AUS | BRA | ARG | SMR | MON | ESP | CAN | FRA | GBR | GER | HUN | BEL | ITA | AUT | LUX | JPN | EUR | ポイント |